# Нагорное (посёлок, Пушкинский район)
Нагорное — посёлок сельского типа в Пушкинском районе Московской области России, входит в состав сельского поселения Царёвское.

## Население
| 1859 | 1926 | 2002 | 2006 | 2010 |
| ---- | ---- | ---- | ---- | ---- |
| 18   | ↘17  | ↗579 | ↘568 | ↗922 |

## География
Расположен на севере Московской области, в восточной части Пушкинского района, примерно в 13 км к северо-востоку от центра города Пушкино и 28 км от Московской кольцевой автодороги, на реке Прорванихе бассейна Клязьмы.
К посёлку относится микрорайон Благово, приписано 4 садоводческих товарищества. В 6 км к западу — Ярославское шоссе М8, в 1 км к северу — Московское малое кольцо А107, в 8 км к западу проходит линия Ярославского направления Московской железной дороги. Ближайшие населённые пункты — деревни Аксёнки, Введенское и Ивошино.
Связан автобусным сообщением с городами Пушкино и Красноармейск.

## История
В «Списке населённых мест» 1862 года — владельческая деревня 1-го стана Дмитровского уезда Московской губернии по левую сторону Московско-Ярославского шоссе (из Ярославля в Москву), в 47 верстах от уездного города и 25 верстах от становой квартиры, при прудах, с 3 дворами, православной церковью и 18 жителями (10 мужчин, 8 женщин).
По материалам Всесоюзной переписи населения 1926 года — село Введенского сельсовета Путиловской волости Сергиевского уезда Московской губернии в 0,5 км от Вознесенского шоссе и 4,3 км от станции Софрино Северной железной дороги, проживало 17 жителей (6 мужчин, 11 женщин), насчитывалось 4 хозяйства, из которых 1 крестьянское. Также указан совхоз «Нагорное» Введенского сельсовета (119 человек, 49 хозяйств).
С 1929 года — населённый пункт в составе Пушкинского района Московского округа Московской области. Постановлением ЦИК и СНК от 23 июля 1930 года округа как административно-территориальные единицы были ликвидированы.
Административная принадлежность
1929—1957 гг. — населённый пункт Жуковского сельсовета Пушкинского района.
1957—1960 гг. — населённый пункт Жуковского сельсовета Мытищинского района.
1960—1962 гг. — населённый пункт Жуковского (до 20.08.1960) и Царёвского сельсоветов Калининградского района.
1962—1963, 1965—1994 гг. — населённый пункт Царёвского сельсовета Пушкинского района.
1963—1965 гг. — населённый пункт Царёвского сельсовета Мытищинского укрупнённого сельского района.
1994—2006 гг. — посёлок Царёвского сельского округа Пушкинского района.
С 2006 года — посёлок сельского поселения Царёвское Пушкинского муниципального района Московской области.